# Maria Luz Esteban Galarza
Mari Luz Esteban Galarza (Pedrosa de Valdeporres, província de Burgos, 1959), é uma antropóloga, médica, professora e escritora, licenciada em medicina pela Universidade do País Basco (UPV/EHU, 1983) e doutora em antropologia na Universitat de Barcelona (1993).

## Trajectória social e profissional
Depois de sua licenciatura em medicina, trabalhou em Bizkaia (Basauri e Bilbao) como médica de planeamento familiar desde 1984 até 1996. Depois de doutorar-se, deu aulas de Antropologia Social, inicialmente na Universidade de Leão (1994-1996), depois na Universidade Pública de Navarra (1996-1998), e desde 1998 é professora da Universidade do País Basco (UPV/EHU).
Tem participado em diferentes iniciativas e associações feministas desde 1980: foi membro da Assembleia de Mulheres de Bizkaia e da Plataforma por um Sistema Público Vasco de Atenção à Dependência. Hoje em dia faz parte do Grupo de Mulheres de Basauri (Bizkaia) ao qual pertence desde seus anos de universidade e de Marienea Elkartea (Casa das Mulheres de Basauri).
Sua tese doutoral, no campo da saúde reprodutiva e de género, focou-se no estudo da vivência das mulheres de sua própria saúde e a experiência dos centros de planeamento familiar, área na qual tem diferentes publicações. Após esta investigação, desenvolveu uma nova perspectiva teórico-metodológica -antropologia do corpo- cuja publicação mais importante é o livro Antropología del cuerpo. Género, itinerarios corporales, identidad y cambio (Barcelona: Edicions Bellaterra, 2004). Posteriormente tem-se dedicado ao campo das emoções e do amor, tendo publicado, entre outras coisas, um livro titulado Crítica do Pensamento Amoroso (Barcelona: Edicions Bellaterra, 2011).
Assim, suas investigações se centram no âmbito da Antropologia da Medicina, a Antropologia Feminista  e a Antropologia do Corpo e das Emoções.

## Publicações
Ao longo de sua carreira profissional tem publicado material diverso: livros, monografias e uma variedade de artigos em revistas especializadas. De todo este material impresso destacam-se:
- "Antropología encarnada, antropología desde una misma”. Revista electrónica: Papeles del CEIC, Nº 12. CEIC (Centro de Estudios sobre las Identidades Colectivas), UPV-EHU, Marzo 2004.
- Crítica del pensamiento amoroso (2011),[7]
- Identidades de género, feminismo, sexualidad y amor: los cuerpos como agentes (2009);[8]
- El estudio de la salud y el género. Las ventajas de un enfoque antropológico y feminista (2006);[9]
- Antropología del cuerpo. Género, itinerarios personales, identidad y cambio (Bellaterra, 2004).[10]
- Re-producción del cuerpo femenino. Discursos y prácticas acerca de la salud (Gakoa-Tercera Prensa, 2001);[11]
- Emakumeen osasunaz beraiei galdezka. Ugalketa eta sexualitate eredu desberdinak (1993);[12]